# Richard Garriott
Richard Allen Garriott alias Lord British (Cambridge, 4 luglio 1961) è un autore di videogiochi ed ex astronauta britannico naturalizzato statunitense.
Figura molto significativa del panorama videoludico e specialmente nella storia dei videogiochi di ruolo, originariamente si occupava di concepire e programmare i propri giochi; attualmente si occupa di diversi aspetti legati alla produzione e al design. È stato un turista spaziale sulla ISS nel 2008, dove è andato a bordo della Sojuz TMA-13.

## Biografia
Nato a Cambridge, Inghilterra e cresciuto a League City, Texas, figlio di Owen K. Garriott, un astronauta dello Skylab e dello Spacelab. Alla scuola superiore di Clear Keek, cominciò a interessarsi ai computer e cominciò a studiare programmazione da autodidatta, creando dei giochi per computer amatoriali di ambientazione fantasy.
Qui prese anche il soprannome di Lord British ("signore britannico") dagli altri studenti, per via del suo accento inglese, cosa che in realtà Garriott nega di avere; i suoi genitori erano statunitensi e tornarono negli USA quando lui aveva solo un paio di mesi. In seguito, la prima azienda che pubblicò un suo gioco trovò il soprannome più d'impatto del suo nome vero, e finì per inserire solo Lord British nei crediti.
Prima ancora dell'affermarsi dei personal computer, Garriott lavorava su una telescrivente Teletype priva di schermo. Creò giochi di ruolo concettualmente simili al futuro Ultima, chiamando le versioni in successione da D&D1 a D&D28 (D&D è la sigla del gioco di ruolo da tavolo Dungeons & Dragons), ma erano privi di grafica e bisognava attendere una stampa di caratteri simbolici su carta a ogni movimento del proprio personaggio. Quando arrivò l'Apple II, convertì il programma al nuovo personal computer e produsse il suo primo gioco a essere pubblicato, Akalabeth: World of Doom (1980 circa). L'ispirazione per la visuale in prima persona gli venne da un gioco di labirinto 3D per Apple II chiamato Escape (Muse Software, 1978). Confezionato in una busta di carta, Akalabeth vendette ben 30 000 copie, che fruttarono 150 000 dollari all'autore; in pratica un lavoro da doposcuola lo lanciò nell'industria videoludica.
Garriott guadagnò da Akalabeth una somma più che sufficiente per pagare e continuare i propri studi. In autunno entrò all'Università di Austin, unendosi anche alla squadra universitaria di scherma e più tardi si unì alla Società per l'anacronismo creativo.
Nei primi anni ottanta, Garriott creò la serie di videogiochi di ruolo Ultima, che insieme al suo precursore Akalabeth ha praticamente lanciato il genere del gioco di ruolo per computer.
Programmati originariamente per macchine Apple II, furono pubblicati per la prima volta dalla California Pacific Computers, e venduti in borse di plastica ziploc agli acquirenti. La seconda parte fu pubblicata dalla Sierra On-Line. Già dal terzo in poi, i giochi ebbero un così largo seguito che Garriott (insieme a suo fratello Robert, al padre e altri) fondò la Origin Systems, la sua software house, per gestire da sé la pubblicazione e distribuzione dei titoli, da questo punto in poi disponibili su molte piattaforme.
Origin diventò in poco tempo una delle software house più influenti sul mercato videoludico mondiale. Garriott vendette la Origin alla Electronic Arts nel settembre 1992. In larga parte, questo non produsse effetti reali sul team di sviluppo, che restò autosufficiente.
Nel 1997 Garriott rivoluzionò nuovamente il mondo del videogioco di ruolo realizzando come produttore Ultima Online, che canonizzò il genere MMORPG, il multigiocatore di massa divenuto poi di enorme popolarità.
Fin dall'inizio della sua carriera Garriott sognava un Ultima multigiocatore, ma prima della diffusione di massa di Internet i sistemi di connessione, usati ad esempio dai giochi MUD, apparivano troppo costosi e limitati per un prodotto che giustificasse l'investimento. Solo a metà anni '90 Garriott e il suo collaboratore di vecchia data Starr Long decisero che i tempi erano maturi.
La Electronic Arts era scettica sulla novità e rifiutò più volte, finché Garriott e Long si impuntarono riuscendo a ottenere un budget per realizzare almeno un piccolo demo. Quando nel giro di una settimana 50 000 persone si iscrissero al beta test, anche la EA capì che Ultima Online rappresentava il futuro e diventò un titolo di punta.
Nel 1999 e nel 2000, la EA fece annullare tutti i progetti in corso della Origin, inclusi Ultima Online 2, Privateer Online, e Harry Potter Online. Nel bel mezzo di questi eventi, Garriott abbandonò la compagnia che egli stesso aveva creato. È rientrato nell'industria videoludica fondando nell'aprile 2000 la Destination Games insieme a suo fratello e a Starr Long (produttore di Ultima Online).
Al termine del patto di non-concorrenza con la EA un anno dopo, la Destination firma un accordo con la NCsoft, venendo poi completamente assorbita da quest'ultima. Diventa così il CEO di NCsoft alla sezione di Austin, e ricopre un ruolo di produttore e designer di nuovi MMORPG.
Uscirà dalla NCsoft nel 2008; in seguito Garriot ha fatto causa alla NCsoft per 24 milioni di dollari, per averlo estromesso falsificandone le dimissioni.
Nel 2006 Garriott ha costruito una casa stregata/museo vicino alla sua abitazione, chiamata Britannia Manor ad Austin.
Garriott è entrato a far parte della Academy of Interactive Arts and Sciences' Hall of Fame nel 2006.
Nel 2009 Garriott ha fondato l'azienda videoludica Portalarium, che intorno al 2011 stava sviluppando un MMORPG che si credeva sarebbe stato il successore ideale di Ultima Online. L'unico titolo di rilievo effettivamente realizzato dalla Portalarium è Shroud of the Avatar: Forsaken Virtues, uscito nel 2018.

### Astronautica

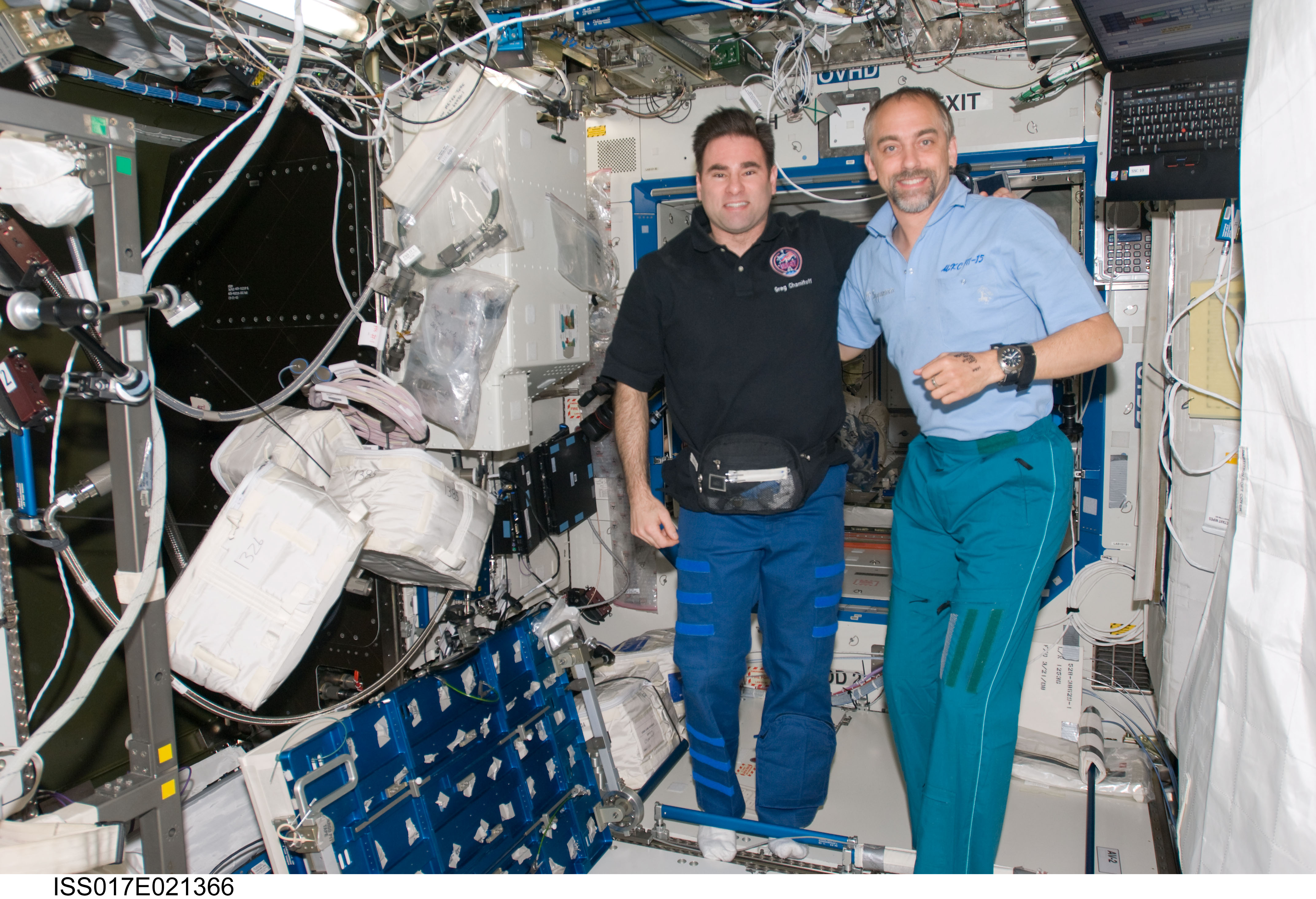
Garriott (a destra) con Gregory Chamitoff sulla Stazione spaziale internazionale

Garriott promuove progetti legati al volo spaziale privato, è vicepresidente della Space Adventures e fa parte della commissione dell'Ansari X Prize.
Nel 2008, pagando 30 milioni di dollari all'Agenzia Spaziale Russa, è entrato a far parte del ristretto "club" degli "astronauti miliardari" partecipando alla missione spaziale Sojuz TMA-13 lanciata il 12 ottobre e raggiungendo la Stazione spaziale internazionale due giorni dopo. La missione è terminata il 24 ottobre successivo.
Il suo interesse nello spazio risale a suo padre astronauta e alla sua comunità di origine, dove era comune essere figli di astronauti. Garriott racconta che all'età di 13 anni gli fu detto che non sarebbe diventato astronauta poiché doveva portare gli occhiali; così sognò sempre di fondare la propria agenzia spaziale civile per poter andare nello spazio, una strada lunga e difficile per la quale dovette investire buona parte di quanto guadagnava nell'industria videoludica.

## Videogiochi
| Nome Gioco                                   | Data di uscita  | Sistemi                                                                     | Ruolo di Garriott                                |
| -------------------------------------------- | --------------- | --------------------------------------------------------------------------- | ------------------------------------------------ |
| Akalabeth: World of Doom                     | 1980            | Apple II & DOS                                                              | Game designer, programmatore                     |
| Ultima I: The First Age of Darkness          | 1980            | Apple II, DOS, Commodore 64 & MSX                                           | Original Conceptor, Programmer & Graphic Artist  |
| Ultima II: The Revenge of the Enchantress    | 1982            | Apple II, DOS, Commodore 64 & Atari 8 bit systems                           | Programmer                                       |
| Ultima III: Exodus                           | 1983            | Apple II, DOS, Atari 8 bit systems, NES, Amiga & Commodore 64               | Project Director                                 |
| Ultima IV: Quest of the Avatar               | 1985            | Apple II, DOS, Atari ST, NES, MSX, Amiga, Commodore 64 & Sega Master System | Project Director                                 |
| Autoduel                                     | 1985            | Apple II, Atari ST, Commodore 64, DOS & Amiga                               | Programmer & Designer                            |
| Ultima V: Warriors of Destiny                | 1988            | Apple II, DOS, Atari ST, NES, Amiga & Commodore 64                          | Designer, Writer & Programmer                    |
| Omega                                        | 1989            | Amiga, Apple II, Atari ST, DOS & Commodore 64                               | Designer                                         |
| Worlds of Ultima: The Savage Empire          | 1990            | DOS & SNES                                                                  | Executive Producer                               |
| Ultima VI: The False Prophet                 | 1990            | DOS, Atari ST, SNES, Amiga & Commodore 64                                   | Designer, Producer, Sound Effect Worker & Writer |
| Ultima: Worlds of Adventure 2 Martian Dreams | 1991            | DOS                                                                         | Creative Director                                |
| Ultima: Runes of Virtue                      | 1991            | Game Boy                                                                    | Creative Director                                |
| Ultima VII: The Black Gate                   | 1992            | DOS & SNES                                                                  | Director & Producer                              |
| Ultima Underworld: The Stygian Abyss         | 1992            | DOS & PlayStation                                                           | Director                                         |
| Ultima VII: The Forge of Virtue              | 1993            | DOS                                                                         | Creative Assistance & Producer                   |
| Ultima VII Part Two: The Silver Seed         | 1993            | DOS                                                                         | Director & Voice Actor                           |
| Ultima VII Part Two: Serpent Isle            | 1993            | DOS                                                                         | Creative Director & Audio Team Member            |
| Ultima VIII: Pagan                           | 1994            | DOS                                                                         | Producer                                         |
| Ultima: Runes of Virtue II                   | 1994            | Game Boy                                                                    | Creative Director & Additional Design            |
| Ultima VIII: The Lost Vale Expansion Pack    | Annullato       | DOS                                                                         | Producer                                         |
| Bioforge                                     | 1995            | DOS                                                                         | Executive Producer                               |
| Ultima Online                                | 1997            | Windows                                                                     | Producer                                         |
| Ultima Online: The Second Age                | 1998            | Windows                                                                     | Executive Designer                               |
| Lineage                                      | 1998            | Windows & Mac OS X                                                          | Executive Producer                               |
| Ultima IX: Ascension                         | 1999            | Windows                                                                     | Director                                         |
| Lineage II: The Chaotic Chronicle            | 2003            | Windows                                                                     | Executive Producer                               |
| City of Heroes                               | 2004            | Windows                                                                     | Executive Producer                               |
| City of Villains                             | 2005            | Windows                                                                     | Executive Management                             |
| Tabula Rasa                                  | 18 ottobre 2007 | Windows                                                                     | Executive Producer                               |
| Shroud of the Avatar: Forsaken Virtues       | 2018            | Windows, Linux, Macintosh                                                   | Creative Director                                |